# Viscount Southwell
Viscount Southwell, of Castle Mattress in the County of Limerick, ist ein erblicher britischer Adelstitel in der Peerage of Ireland.

## Verleihung und nachgeordnete Titel
Der Titel wurde am 18. Juli 1776 an Thomas Southwell, 3. Baron Southwell verliehen. Dieser hatte bereits 1766 von seinem Vater die fortan nachgeordneten Titel 3. Baron Southwell, of Castle Mattress in the County of Limerick, und 4. Baronet, of Castle Mattress in the County of Limerick, geerbt. Ersterer war am 4. September 1717 in der Peerage of Ireland seinem Großvater, letzterer am 4. August 1662 in der Baronetage of Ireland seinem Urgroßvater verliehen worden.
Heutiger Titelinhaber ist seit 1960 sein Nachkomme Pyers Southwell als 7. Viscount.

## Liste der Barone und Viscounts Southwell

### Barons Southwell (1717)
- Thomas Southwell, 1. Baron Southwell (1665–1720)
- Thomas Southwell, 2. Baron Southwell (1698–1766)
- Thomas Southwell, 3. Baron Southwell (1721–1780) (1776 zum Viscount Southwell erhoben)

### Viscounts Southwell (1776)
- Thomas Southwell, 1. Viscount Southwell (1721–1780)
- Thomas Southwell, 2. Viscount Southwell (1742–1796)
- Thomas Southwell, 3. Viscount Southwell (1777–1860)
- Thomas Southwell, 4. Viscount Southwell (1836–1878)
- Arthur Southwell, 5. Viscount Southwell (1872–1944)
- Robert Southwell, 6. Viscount Southwell (1898–1960)
- Pyers Southwell, 7. Viscount Southwell (* 1930)

Titelerbe (Heir apparent) ist der Sohn des aktuellen Titelinhabers Hon. Richard Southwell (* 1956).